# La favola del figlio cambiato
La favola del figlio cambiato è una composizione favolistica scritta da Luigi Pirandello dall'estate del 1930 a quella del 1932. Ripresa dalla novella Il figlio cambiato (1902) la favola fu rappresentata per la prima volta con la musica di Gian Francesco Malipiero nel gennaio del 1934 a Braunschweig.

## Trama
Nel ricordo delle favole ascoltate da bambino Pirandello rintraccia motivi di grande umanità mescolata ad antiche superstizioni contadine.
Le Streghe durante la notte volano a cambiare i figli. Ad una madre sostituiscono il sano e paffuto figlioletto con uno malaticcio e deforme. La madre disperata corre da Vanna Scoma, una fattucchiera del paese per sapere come riprendersi il figlio. La maga ha saputo che il figlio trafugato è stato portato al palazzo di un re e potrà essere allevato e cresciuto tra il lusso e gli agi se lei si prenderà cura con affetto del bimbo deforme.
Nonostante abbia un trattamento regale però il figlio cambiato si sente infelice e malato nell'anima; decide quindi di tornare al paese dove vive la madre. Finalmente sentirà la gioia di vivere e rimarrà con la madre ritrovata.

## Edizioni
- Luigi Pirandello, Maschere nude, a cura di Italo Zorzi e Maria Argenziano, Newton Compton Editori, 2007